# Musikcentrum
Musikcentrum är en svensk centrumbildning för musiker. Musikcentrum arbetar för att förbättra villkoren för musiker i Sverige. Organisationen består av förbundet Musikcentrum Riks och de tre regionala föreningarna Musikcentrum Öst, Väst och Syd.

## Historia
Musikcentrum bildades 1970 i Stockholm. 1977 bildades Musikcentrum Väst i Göteborg och den ursprungliga organisationen fick namnet Musikcentrum Öst. 2011 bildades riksförbundet och 2013 tillkom Musikcentrum Syd. År 2020 hade förbundet cirka 1 600 medlemmar.